# Yahoo! Directory
Yahoo! Directoryは、かつて存在したDMOZに匹敵するサイズのウェブディレクトリ。ウェブディレクトリはYahoo!の最初のサービスであり、1994年にJerry and David's Guide to the World WideWebという名前で開始された。日本においてはYahoo! JAPANが創業時の1996年4月1日からYahoo!カテゴリという名前で同様のサービスを展開していた。
2002年10月には、Yahoo!はディレクトリのコンテンツをYahoo! Search下のクローラーベースのリストに変更した。 ここに、人間が編集したディレクトリの重要性は低下したが、2014年8月19日現在はまだ更新が続いていた。 ユーザーは、7つ以上の層に編成された何千ものリストを閲覧できた。たとえば、ユーザーがチェスのサイトを探している場合、レクリエーション→ゲーム→ボードゲーム→チェスなどのようにパスを移動していく。
このディレクトリは当初、掲載の可能性があるウェブサイトに2つの選択肢を提供していた。無料の「スタンダード」 と、迅速なレビューを提供する有料の申請プロセス である。「スタンダード」は廃止され、ウェブサイトの登録申請をする際には、299ドル（アダルトサイトの場合は600ドル）の返金不可のレビュー料金が必要になった。掲載後は、掲載が続く限り同じ金額が毎年請求される。
2014年9月26日、Yahoo!は2014年12月31日にディレクトリを閉鎖すると発表した。この前に2010年にいくつかの国と地域固有のディレクトリが閉鎖されていた。 日本のYahoo!カテゴリは2018年3月29日にサービス終了となった。廃止の理由は、ディレクトリ型の検索が役割を終えたためとされている。